# 平成30年の大雪

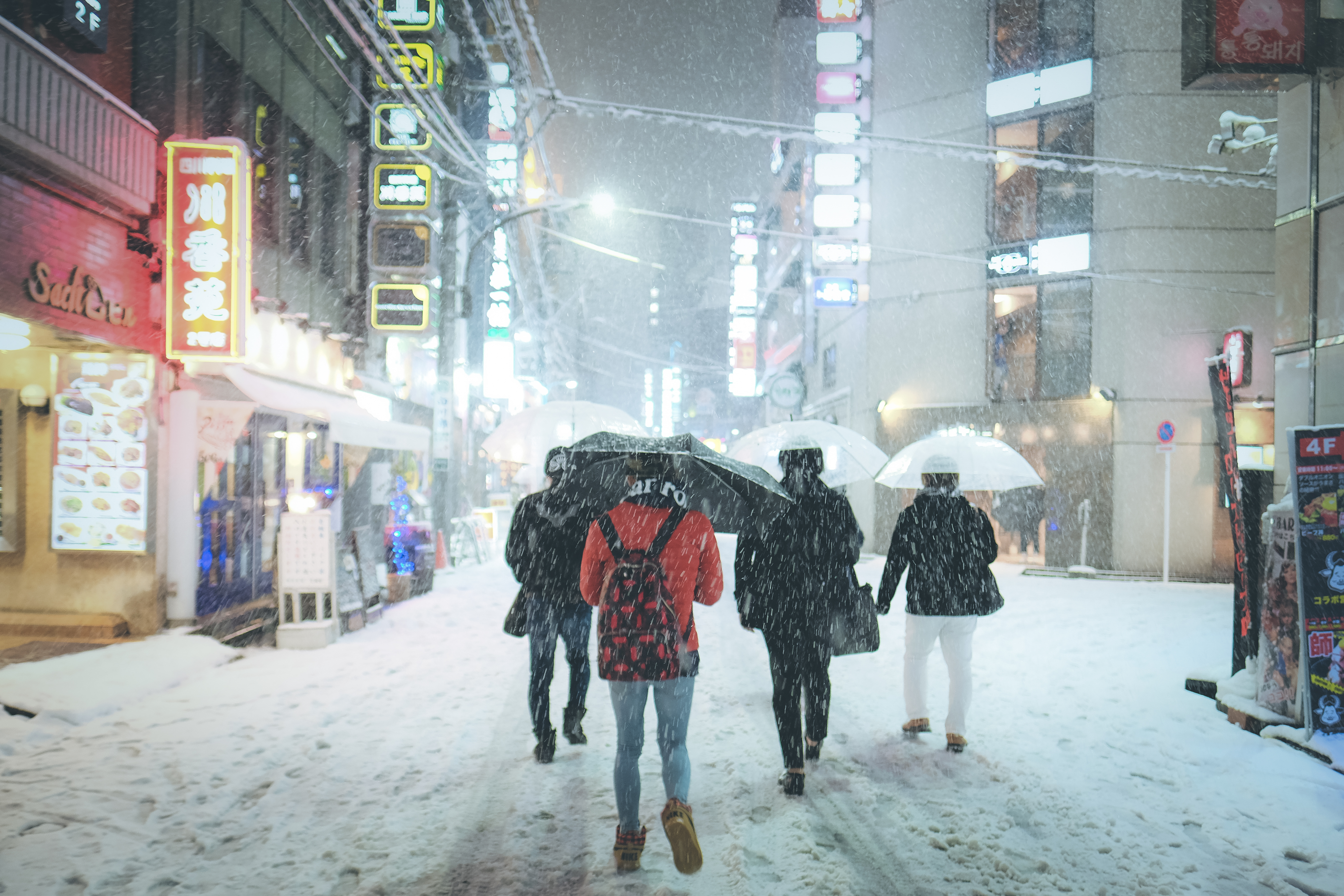
雪の中を歩く人々（2018年1月22日、東京・新宿）

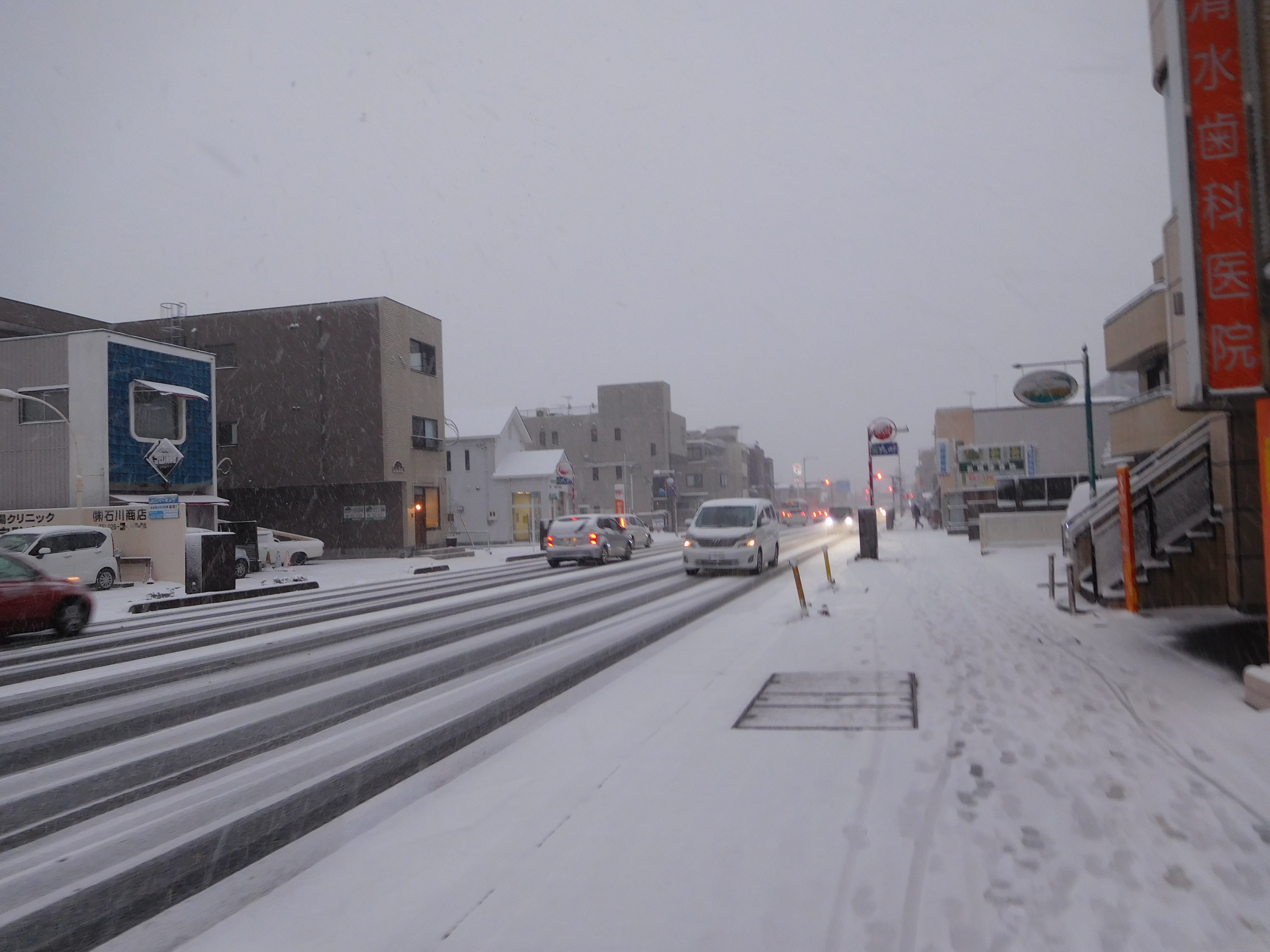
雪の降り積もる街路（2018年1月22日、栃木・宇都宮）

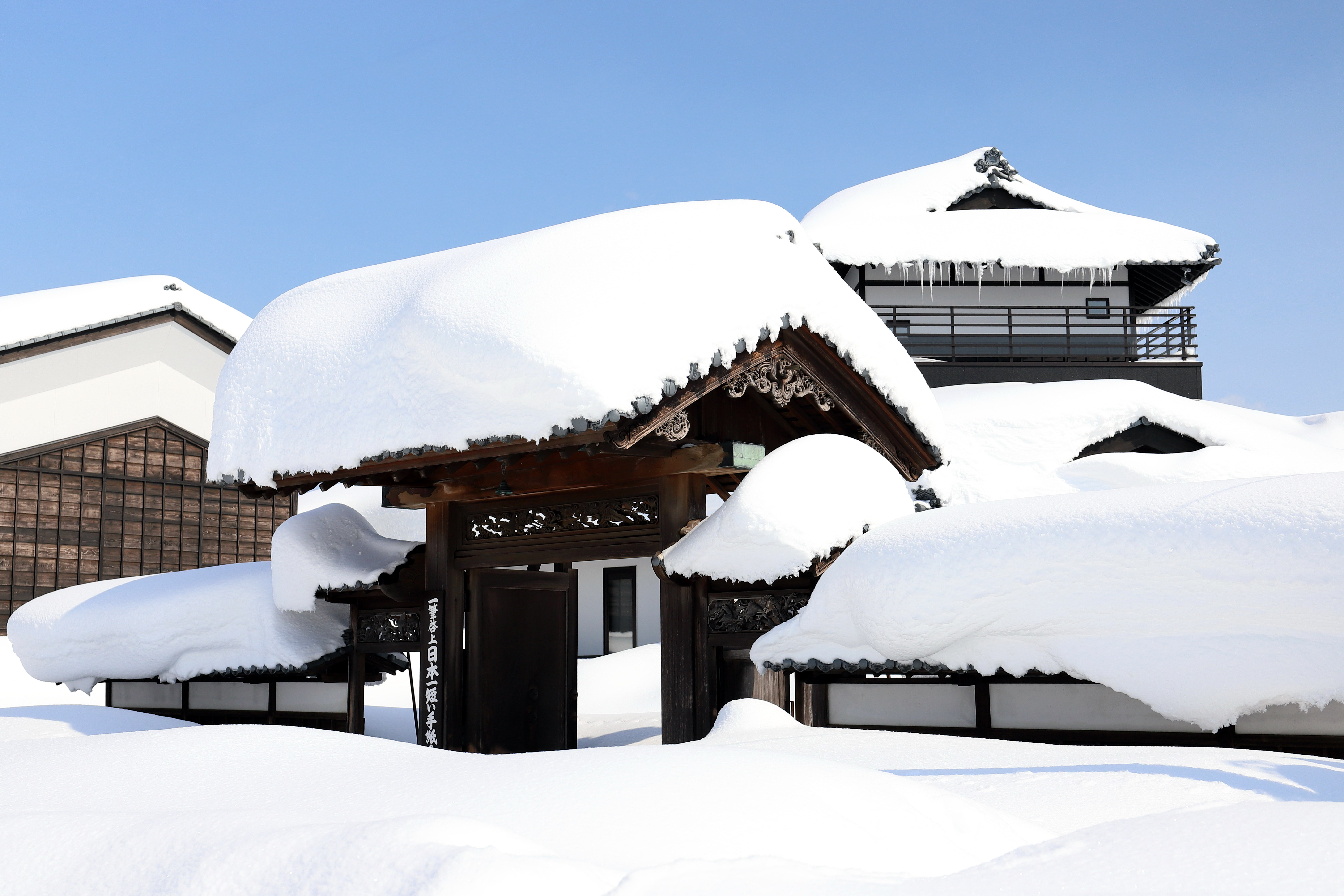
豪雪の一筆啓上 日本一短い手紙の館（2018年2月8日、福井・坂井市）

本項では、2017年（平成29年）11月から2018年（平成30年）3月にかけて日本国内で発生した大雪および豪雪について記述する。なお、寒波・低温についても記述している。
2017年12月から2018年2月の日本の冬は、冬型の気圧配置が強まることが多く、2018年1月中旬前半・1月下旬・2月上旬など、日本海側では何度も大雪となった。特に2月上旬には北陸地方で記録的な大雪となり、これを指して北陸豪雪、福井豪雪とも呼ばれる。また強い寒気が繰り返し流れ込んだため12月から2月の3か月間は全国的に平年より気温が低く、特に西日本では1985年 - 1986年（昭和60年 - 昭和61年）の冬以来32年間で最も低かった。

## 気象状況
2018年（平成30年）1月の中旬前半には、北陸地方で大雪となり、1月12日に新潟市で観測史上最大となる24時間降雪量80  cmを観測した。翌日の13日に新潟市の秋葉区では-13.2度 西蒲区でも-12.9度を観測し、厳しい冷え込みとなった。
1月22日から23日には、本州南岸を通る低気圧により関東甲信地方や東北地方太平洋側を中心に大雪となり、東京で22日、平成26年の大雪以来4年ぶりの積雪23 cmを記録。その後、27日にかけて強い冬型の気圧配置となって非常に強い寒気が流れ込み、日本海側を中心に暴風雪や大雪となったほか、さいたま市で26日に観測史上最低の−9.8 °Cを観測するなど、全国的に顕著な低温となった。
2月5日から8日には、北陸地方西部の福井県嶺北地方・石川県加賀地方を中心に記録的な大雪となった。特に福井市では7日、積雪が147 cmに達し、1981年の『五六豪雪』以来37年ぶりの記録となった。同市での一日あたりの積雪の増加量は五六豪雪に匹敵するものだった。また、京都府丹後地方でも大雪となり、京丹後市網野町で86 cm、同市峰山町で74 cmの積雪を観測した。
2月8日には島根県東部の出雲市や松江市から鳥取県の境港市にかけても大雪となり、松江市では観測史上3位となる49 cmの積雪を観測し生活への影響が続いた。さらに新潟県でも西蒲区や燕市、三条市などでも記録的な豪雪となり三条市で152cmの積雪を観測した。翌9日朝には島根県出雲市斐川町で−12.5 °Cを観測するなど、厳しい冷え込みとなり、鳥取県境港市では−8.1 °Cを観測して1904年（明治37年）1月27日以来114年ぶりの低温となった。
2月中旬前半にも、日本海側で大雪となった。2月13日には日本有数の豪雪地帯で知られる山形県大蔵村の肘折温泉のアメダスで積雪445 cmを観測し、歴代最大を更新した。
3月1日から2日にかけて、北海道付近を発達した低気圧が通過し、暴風雪となり北海道胆振地方、十勝地方を中心に24時間で63 cmの積雪を記録した中札内村の上札内、同61 cmの芽室町を初め、記録的な豪雪となった。伊達市大滝では観測史上最大の2 mを超え、帯広では積雪が106 cmを超え歴代9位、14年ぶりの大雪となった。また猛吹雪により、自動車の立往生や死者も発生した。3月2日には函館での今冬の累積降雪量が496 cmとなり、統計開始以来最大となった。
日本国外でも、ラニーニャ現象の発生により、ロシアサハ共和国では−68 °C、韓国ソウルでは、1月26日の日平均気温が平年よりも13度も低い−15 °Cに達し異常低温となり、平昌冬季五輪の行われる平昌郡大関嶺では−20 °Cを下回る冷え込みが続いた。このように、シベリアや中国大陸から朝鮮半島など極東アジアのほぼ全域が記録的な低温となった。
一方、北海道では1月上旬は歴代1位の高温で、1月の平均気温が釧路市で観測史上歴代3位の高温となった。1961年（昭和36年）の統計開始以来、2月上旬の北海道日本海側での降雪量は最少であった一方で、幌加内で最深積雪が324 cmに達し、1970年（昭和45年）に倶知安で観測された312 cmの道内記録を更新した。

## 要因

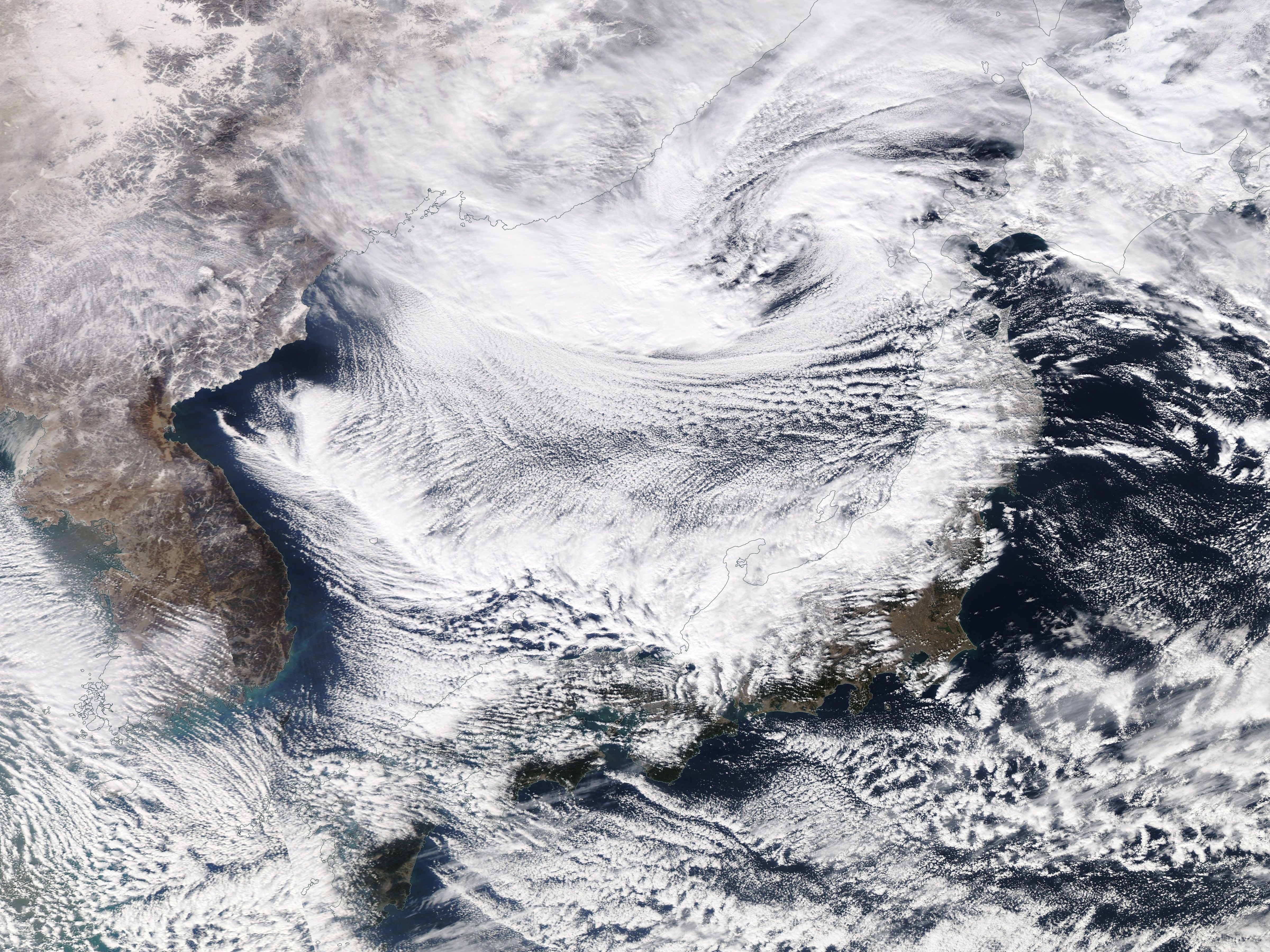
2月5日の衛星画像。日本海北東で雲が渦を巻いている低気圧はこのあと東に進み発達する。一方、日本海南西から北陸にかけて日本海寒帯気団収束帯（線状降雪帯）の濃い雪雲が伸びており、このあと8日頃まで停滞した。

2017年12月以降、偏西風が日本付近で南へ蛇行したため、日本付近に繰り返し寒気が流れ込み、低温や大雪となった。この原因として、同年秋から発生したラニーニャ現象や北極の成層圏突然昇温が大きく影響したと考えられている。
2018年1月下旬の寒波の要因についての気象庁の分析によると、1月中旬から下旬前半にかけて、ユーラシア大陸北部で偏西風の蛇行が持続したため、シベリア東部で強い寒気が蓄積した。その後、成層圏から2つに分裂した極渦の1つからもたらされた偏西風の蛇行が東へずれたことで日本への北西からの風が強まり、蓄積されていた寒気が日本へ流入した。
2月5日から8日にかけての大雪の原因は、日本付近が冬型の気圧配置となっていたことに加え、日本海上で季節風が合流して強い雪雲を発達させる日本海寒帯気団収束帯 (JPCZ、線状降雪帯）が北陸付近に停滞したことにある。JPCZが停滞した要因として、日本海北部で発生した低気圧が北海道の西側でほぼ停滞し、日本付近の気圧配置がほとんど変化しなかったことが挙げられる。北海道付近に低気圧が位置する同様の気圧配置のパターンは、五六豪雪のときや、2011年1月の大雪（平成23年の大雪）のとき、2020年12月 - 2021年1月の大雪（令和3年の大雪）のとき、2021年12月 - 2022年3月（令和4年の大雪）にも見られた。

## 被害・影響

### 関東地方
1月22日には東京都区部でも大雪が降り、その影響でレインボーブリッジで約50台の自動車が立ち往生し、通行止めとなった。ほとんどの自動車がノーマルタイヤだった。

### 北陸・関西地方
1月11日から12日にかけて、東日本旅客鉄道（JR東日本）信越本線の帯織駅 - 東光寺駅間で、積雪によって動けなくなった新潟発長岡行きの普通電車が、約15時間に渡って立ち往生し、乗客約430人が車内に閉じ込められ、5人が病院に搬送された。新潟市西区では、1月11日からの大雪の影響で、ヤマト運輸が宅急便の区内への配達を中止した。また、新潟交通が運行するバス路線のうち区内を走る路線の一部が運休した。
新潟県佐渡市では、1月29日の寒波による水道管の破損により、1万世帯以上が断水になった。このため、自衛隊の災害派遣が行われた。
福井県北部の国道8号では2月6日、坂井市からあわら市の10 km区間で車約1500台が立ち往生し、福井県は自衛隊に災害派遣を要請し、災害対策本部を設置した。7日午後、国道8号の通行止めは総延長38.5 kmに及んだ。坂井市内の国道364号では雪山に乗り上げた車に乗っていた男性が一酸化炭素中毒で死亡した。国道8号の立ち往生は9日未明まで続いた。
福井県内では6日、多くの小中高校、大学が臨時休校の措置をとり、多くは13日まで休校が続いた。福井市で車に乗っていた男性が一酸化炭素中毒で死亡、福井・石川・富山の北陸三県では雪降ろし中の転落事故などで27人が重軽傷を負った。2月7日の朝の時点では、4日以降の大雪で新潟・富山・石川・福井の4県で合計34人が重軽傷を負った。
福井県内では物流の遮断により、スーパーマーケットやコンビニエンスストアで欠品や品薄になったほか、ガソリンスタンドでも燃料が不足し、給油制限が行われた。2月6日、西日本旅客鉄道（JR西日本）北陸本線の金沢駅 - 敦賀駅間では、始発から終日運転を見合わせ、サンダーバードなど特急88本と普通列車146本が運休となった。
北陸自動車道では、富山県と福井県の区間で通行止めとなった。2月7日、JR西日本は前日に引き続き、金沢駅 - 敦賀駅間で全列車終日運転を見合わせた。小松空港でも終日全便が欠航となった。
京都府の京丹後市と伊根町では、警戒積雪量を遥かに超えたため、2月9日に雪害対策本部が設置された。京丹後市では2月4から7日の間に5人が転倒で負傷し、8日朝には小学生が除雪機に巻き込まれ、指の骨を3本折る重傷を負った。建物では、ビニールハウス8棟、空き家・倉庫一棟の損壊被害があった。

## 経過

### 2018年（平成30年）
- 2月5日
  - 上空の強い寒気の流れ込みにより、福井県嶺北地方で大雪。午後5時現在の各地の積雪は、福井市で73cm（平年の3.3倍）、越前市で57cm（平年の3.8倍）、南越前町今庄で107cm（平年の1.9倍）、大野市九頭竜で197cm（平年の1.9倍）、大野市で98cm（平年の1.8倍）[55]。

- 2月6日
  - 福井県福井市で37年ぶりに130cmを超える積雪を記録。坂井市からあわら市にかけての国道8号で約1500台の車が立ち往生した。福井県は午後2時に自衛隊に災害派遣を要請し、県災害対策本部を設置した。県内の私鉄やJRは終日運休となり、県内交通網がまひ。6日に予定されていた私立5高校の入試が9日に延期となった[56]。

- 2月8日
  - 福井県内の私立高校5校は、9日に延期していた入試を14日に再延期[57]。

## 各機関による対応

### 政府
日本国政府は2月6日午後に、首相官邸の危機管理センターに、情報連絡室を設置した。

### 防衛省
2月6日14時00分、福井県知事が陸上自衛隊第14普通科連隊長に対して災害派遣を要請、陸上自衛隊各部隊が各地に出動し除雪作業および人命救助を行った。

### 福井県
2月7日に福井市・あわら市・坂井市の3市に災害救助法を適用、9日に大野市・勝山市・鯖江市・永平寺町・越前町に同法を追加適用した。また、2月15日に越前市にも適用日を2月13日として同法を適用した。

### 新潟県
2月14日に長岡市・小千谷市・十日町市・魚沼市・阿賀町に災害救助法を適用した。

## 主な記録

### 最深積雪
記録的大雪となったアメダス地点
| 地名                 | 積雪量（cm） | 日付、観測点での記録                 |
| -------------------- | ------------ | ------------------------------------ |
| 肘折（山形県大蔵村） | 445          | （2月13日、1982年観測開始 歴代1位）  |
| 幌加内（北海道）     | 324          | （2月25日、1981年観測開始 歴代1位）  |
| 九頭竜（福井県）     | 301          | （2月13日、1982年観測開始 歴代1位）  |
| 音威子府（北海道）   | 281          | （2月25日、1982年観測開始 歴代1位）  |
| 幌糠（北海道）       | 275          | （2月26日、1982年観測開始 歴代1位）  |
| 歌登（北海道）       | 211          | （3月3日、1982年観測開始 歴代1位）   |
| 大滝（北海道）       | 208          | （3月2日、1983年観測開始 歴代1位）   |
| 八幡（広島県）       | 206          | （2月6日、1990年観測開始 歴代2位）   |
| 滝川（北海道）       | 167          | （2月23日、1982年観測開始 歴代1位）  |
| 鶉（北海道）         | 161          | （2月19日、1988年観測開始 歴代1位）  |
| 区界（岩手県）       | 138          | （2月14日、1985年観測開始 歴代1位）  |
| 奥中山（岩手県）     | 131          | （3月2日、1979年観測開始 歴代1位）   |
| 武生（福井県）       | 130          | （2月13日、1989年観測開始 歴代1位）  |
| 中杵臼（北海道）     | 106          | （3月2日、1984年年観測開始 歴代1位） |
| 静内（北海道）       | 43           | （2月6日、1988年観測開始 歴代1位）   |

主な気象官署の最深積雪（気象台・旧測候所）
| 地名           | 積雪量（cm） | 日付、観測点での記録                                     |
| -------------- | ------------ | -------------------------------------------------------- |
| 福井           | \| 147 \|    | （2月7日、1897年観測開始、37年ぶりの大雪）               |
| 帯広           | 106          | （3月1日、1892年観測開始、観測史上9位、14年ぶりの大雪）  |
| 伏木（富山県） | 96           | （2月6日、1891年観測開始、7年ぶりの大雪）                |
| 金沢           | 87           | （2月8日、1882年観測開始、17年ぶりの大雪）               |
| 富山           | 84           | （2月13日、1939年観測開始、6年ぶりの大雪）               |
| 函館           | 82           | （2月20日、1872年観測開始、観測史上4位、6年ぶりの大雪）  |
| 新潟           | 80           | （1月12日、1890年観測開始、観測史上11位、8年ぶりの大雪） |
| 境港（鳥取県） | 64           | （2月8日、1883年観測開始、7年ぶりの大雪）                |
| 舞鶴（京都府） | 56           | （1月26日、1947年観測開始、観測史上7位、6年ぶりの大雪）  |
| 松江           | 49           | （2月8日、1940年観測開始、観測史上9位、7年ぶりの大雪）   |
| 宇都宮         | 27           | （1月22日、1890年観測開始 観測史上5位、4年ぶりの大雪）   |
| 東京           | 23           | （1月22日、1875年観測開始、4年ぶりの大雪）               |
| 147            |              |                                                          |

### 主な低温記録
東北地方から九州地方にかけては寒気の影響で記録的な低温が観測された。一方、北海道は低気圧が停滞することで暖気が流れ込みやすくなり気温は高めで推移した。以下の地点で記録的低温が観測された。以下は観測開始から30年以上の地点に限る。
記録的低温となったアメダス地点の最低気温
- 東北地方
  - 雫石（岩手県）：−20.8 °C （2月2日）- 1976年観測開始。17年ぶりに観測史上最低を更新。
  - 湯沢（秋田県）：−18.6 °C （2月2日）- 1976年観測開始。19年ぶりに観測史上最低を更新。
  - 横手（秋田県）：−16.4 °C（2月2日） - 1976年観測開始。31年ぶりに観測史上最低を更新。
  - 大正寺（秋田県）：−16.1 °C（2月2日） - 1976年観測開始。28年ぶりに観測史上最低を更新。
  - 矢島（秋田県）：−13.9 °C（2月2日） - 1976年観測開始。35年ぶりに観測史上最低を更新。
  - 狩川（山形県）：−13.0 °C（2月2日） - 1976年観測開始。37年ぶりに観測史上最低を更新。
  - 鶴岡（山形県）：−11.6 °C（2月2日） - 1976年観測開始。35年ぶりに観測史上最低を更新。
- 関東地方
  - さいたま（埼玉県）：−9.8 °C （1月26日）- 1977年観測開始。40年ぶりに観測史上最低を更新。
  - 青梅（東京都）：−9.3 °C（1月27日） - 1976年観測開始。34年ぶりに観測史上最低を更新。
  - 府中（東京都）：−8.4 °C（1月25日） - 1976年観測開始。34年ぶりに観測史上最低を更新。
  - 越谷（埼玉県）：−7.5 °C（1月26日） - 1977年観測開始。34年ぶりに観測史上最低を更新。
- 北陸地方
  - 美浜（福井県）：−6.8  °C（2月9日） - 1978年観測開始。34年ぶりに観測史上最低を更新。
- 中国地方
  - 徳佐（山口県）：−16.0 °C（2月8日） - 1978年観測開始。37年ぶりに観測史上最低を更新。
  - 鹿島（島根県）：−9.9  °C（2月9日） - 1978年観測開始。37年ぶりに観測史上最低を更新。
  - 出雲（島根県）：−8.4 °C（2月9日） - 1978年観測開始。37年ぶりに観測史上最低を更新。
  - 倉吉（鳥取県）：−8.0 °C（2月6日） - 1978年観測開始。37年ぶりに観測史上最低を更新。
  - 岩井（鳥取県）：−8.5 °C（2月9日） - 1978年観測開始。37年ぶりに観測史上最低を更新。
- 四国地方
  - 宇和（愛媛県）：−12.0 °C（2月8日）- 1978年観測開始。37年ぶりに観測史上最低を更新。
  - 大洲（愛媛県）：−7.3 °C（2月8日）- 1978年観測開始。37年ぶりに観測史上最低を更新。
  - 江川崎（高知県）：−7.0 °C（2月8日）- 1977年観測開始。37年ぶりに観測史上最低を更新。
  - 引田（香川県）：−6.7 °C（2月7日）- 1978年観測開始。37年ぶりに観測史上最低を更新。
- 九州地方
  - 古江（宮崎県）：−6.0 °C（2月7日） - 1977年観測開始。33年ぶりに観測史上最低を更新。

記録的低温となった気象官署の最低気温（気象台・旧測候所）
- 中国地方
  - 境港（鳥取県）：−8.1 °C（2月9日） - 1883年観測開始。歴代3位。114年ぶりの−8 °C台。気象官署
  - 松江（島根県）：−7.0 °C（2月9日） - 1940年観測開始。歴代5位。37年ぶりの−7 °C台。気象官署

## 冬の平均気温
西日本では平年比−1.2度となり、1986年以来32年ぶりの大寒冬となったが、北海道では1月上旬の記録的高温による影響でほぼ平年並みとなった。北海道を中心にした北日本ほど高く、西日本ほど平均気温が低くなる北暖西冷型の冬となった。
各地の12月 - 2月平均気温平年差
- 北日本−0.4：5年ぶりの低さ（12月−1.0、1月+0.6、2月−0.9）
  - 北海道−0.2：5年ぶりの低さ（12月−0.9、1月+1.1、2月−0.8）
    - 北海道太平洋側0.0：（12月−0.8、1月+1.2、2月−0.5）
    - 北海道日本海側−0.3：（12月−1.0、1月+1.0、2月−1.0）
    - 北海道オホーツク海側−0.1：（12月−0.8、1月+1.4、2月−0.8）

  - 東北−0.8：5年ぶりの低さ　（12月−1.2、1月−0.1、2月−1.0）
- 東日本−0.7：5年ぶりの低さ（12月−1.1、1月−0.5、2月−0.6）
  - 関東甲信−0.5：5年ぶりの低さ（12月−0.9、1月−0.2、2月−0.4）
  - 北陸−1.1：5年ぶりの低さ（12月−1.4、1月−0.8、2月−1.2）
  - 東海−0.8：5年ぶりの低さ（12月−1.2、1月−0.6、2月−0.7）
- 西日本−1.2：32年ぶりの低さ（12月−1.7、1月−0.8、2月−1.3）
  - 近畿−1.0：12年ぶりの低さ（12月−1.5、1月−0.6、2月−0.9）
  - 中国−1.2：32年ぶりの低さ（12月−1.6、1月−0.8、2月−1.3）
  - 四国−1.3：32年ぶりの低さ（12月−1.8、1月−0.9、2月−1.4）
  - 九州北部−1.3：32年ぶりの低さ（12月−1.7、1月−1.0、2月−1.4）
  - 九州南部−1.4：32年ぶりの低さ（12月−1.9、1月−0.8、2月−1.6）
- 沖縄・奄美−0.3：3年ぶりの低さ（12月−0.6、1月+0.2、2月−0.7）